# Freha
Freha (en kabyle : Fṛiḥa, transcrit en tifinagh : ⴼⵕⵉⵃⴰ) est une commune de la wilaya de Tizi Ouzou, région de Kabylie en Algérie, située à 31 km à l'est de Tizi Ouzou, à 7 km à l'ouest d'Azazga et à 32 km au sud-ouest d'Azeffoun. Son chef lieu est la ville du même nom, rattachée au Aârch d'Aït Djennad.

## Géographie

### Localisation
La commune de Freha est située au centre de la wilaya de Tizi Ouzou. Elle est délimitée :
- au nord, par la commune d'Aghribs ;
- à l'est, par la commune d'Azazga ;
- au sud, par les communes de Mekla et de Tizi Rached ;
- à l'ouest, par les communes de Tizi Ouzou et Ouaguenoun ;
- au nord-ouest, par la commune de Timizart.

| Timizart               | Aghribs            |        |
| Tizi Ouzou, Ouaguenoun | Freha              | Azazga |
|                        | Mekla, Tizi Rached |        |

### Villages de la commune

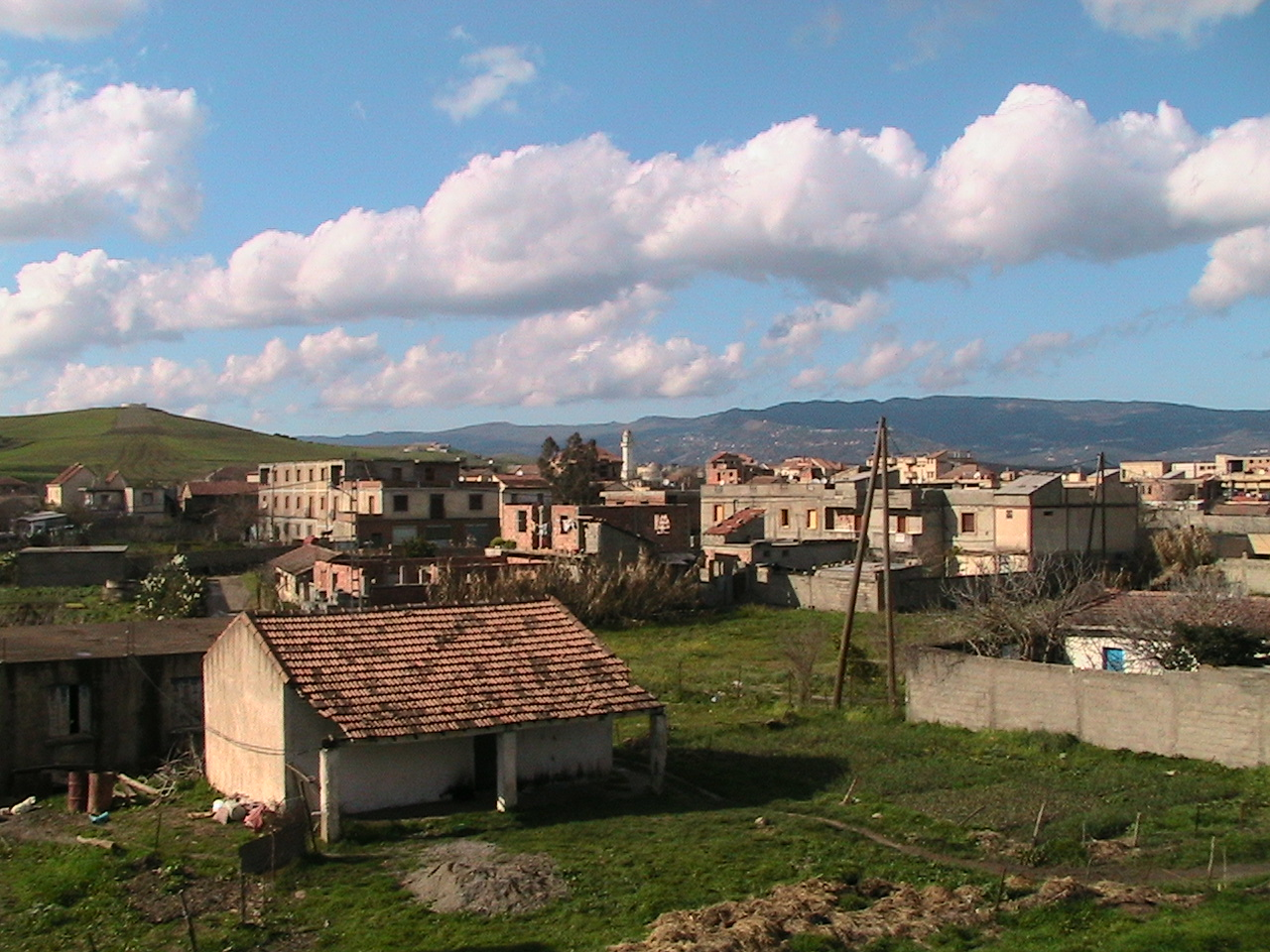
Vue du village de Kahra

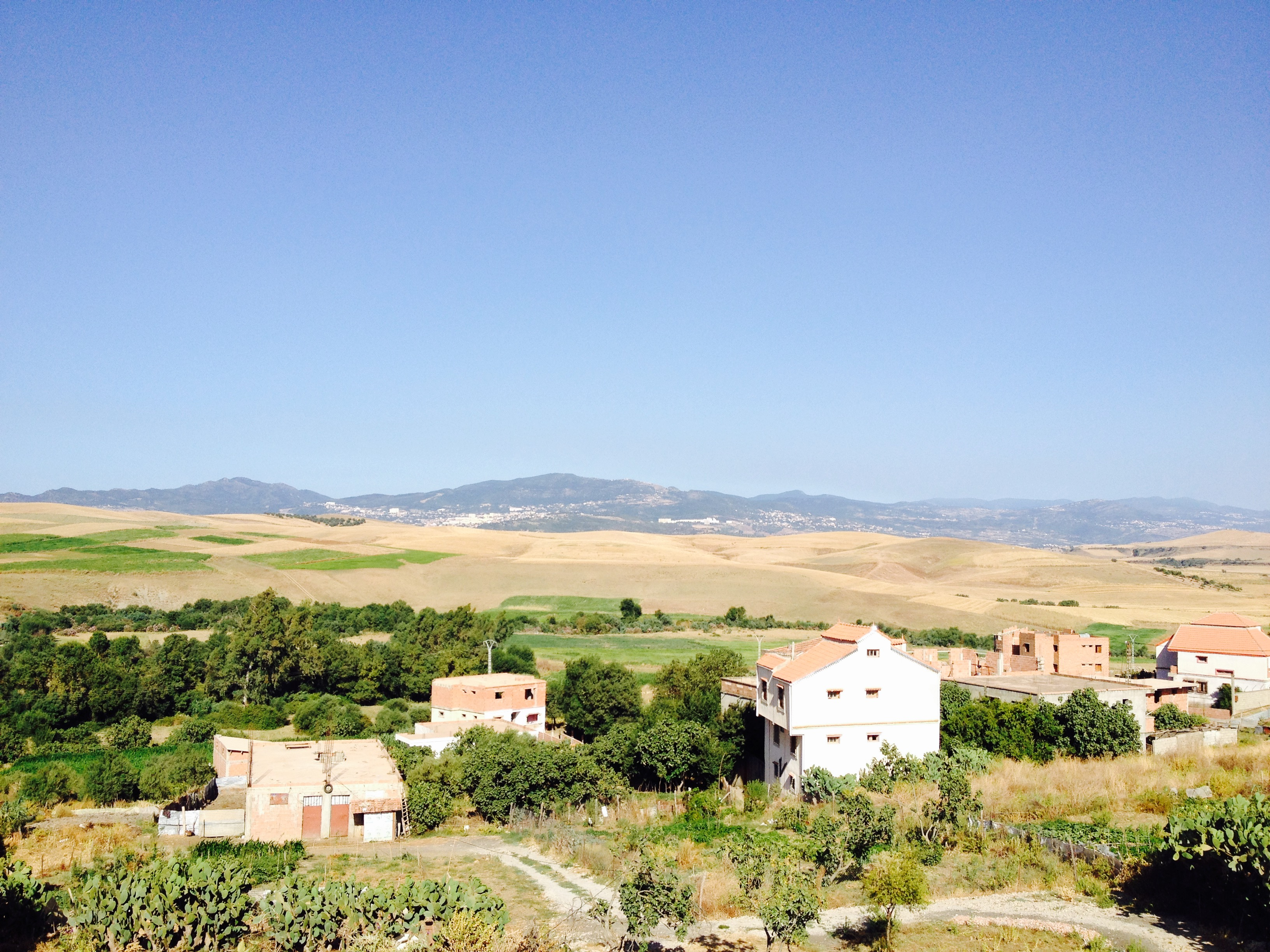
Vue du village d'El-Hameri

La commune de Freha est composée de 24 villages :
- Adjarar
- Aït Bouali (village d’origine du chanteur Kamel Messaoudi)
- Aït M'Hand
- Azrou Mezguen (village d'origine du Auteur Compositeur Dahakoumiane Benali et de Bouarab Akli Poète Ecrivain)
- Baâgou
- Bouyzara
- El Madjen
- El hameri
- Fréha (chef-lieu de la commune)
- Guendoul
- Icharioène
- Igharbiène
- Ikherbane
- Imzizou
- Kahra
- Lazib Bouhouil
- Melaghni
- Nezla
- Taguercift (village d'origine du grand maitre de chaâbi algérien, El Hadj El Anka).
- Tala Tegana
- Tidouirt
- Tikharbine
- Timerzouga

## Économie
L'agriculture est l'activité principale de la commune de Freha. L'élevage est l'activité agricole la plus importante. La commune est réputée pour ses fromages (fromage de chèvre, Tomme...) fabriqués par la fromagerie Ouares.

## Personnalités liées à la commune
- Hadj El Anka, chanteur algérien, y est originaire,
- Kamel Messaoudi, chanteur algérien, y est originaire.